# Cross Roads (Texas)
Cross Roads kisváros az USA Texas államában, Denton megyében. Lakosainak száma 1744 fő (2020. április 1.).

## Népesség
A település népességének változása:

| 2010 | 1 563 |
| 2020 | 1 744 |